# Rahlau
El Rahlau és un riu de l‘estat d'Hamburg a Alemanya. Neix al Rahlaukamp al nucli de Tonndorf i desemboca a Wandsbek al Wandse que desguassa via l'Alster a l'Elba.
A mapes i documents antics, i pels habitants de Rahlstedt, el nom Rahlau també s'utilitza per al Wandse. Una hipòtesi seria que moliners haurien escindit el riu en dues parts per desviar l'aigua on calia. El darrere tram, paral·lel al riu Wandse va ser rectificat i canalitzat i no quedava molt del biòtop ric que va ser antany. Des del 2001 es parlava de tornar la vida al riu. El 2004 un consorci de voluntaris va treballar per a renaturalitzar-lo i transformar-lo en bypass per permetre als peixos de vèncer l'obstacle dels pantans al Wandse. L‘associació per a la protecció de la natura NABU continua la feina i treballa al tram entre el conducte secondari i el carrer Ahrenburger Weg, força ensorrat.

## Referències

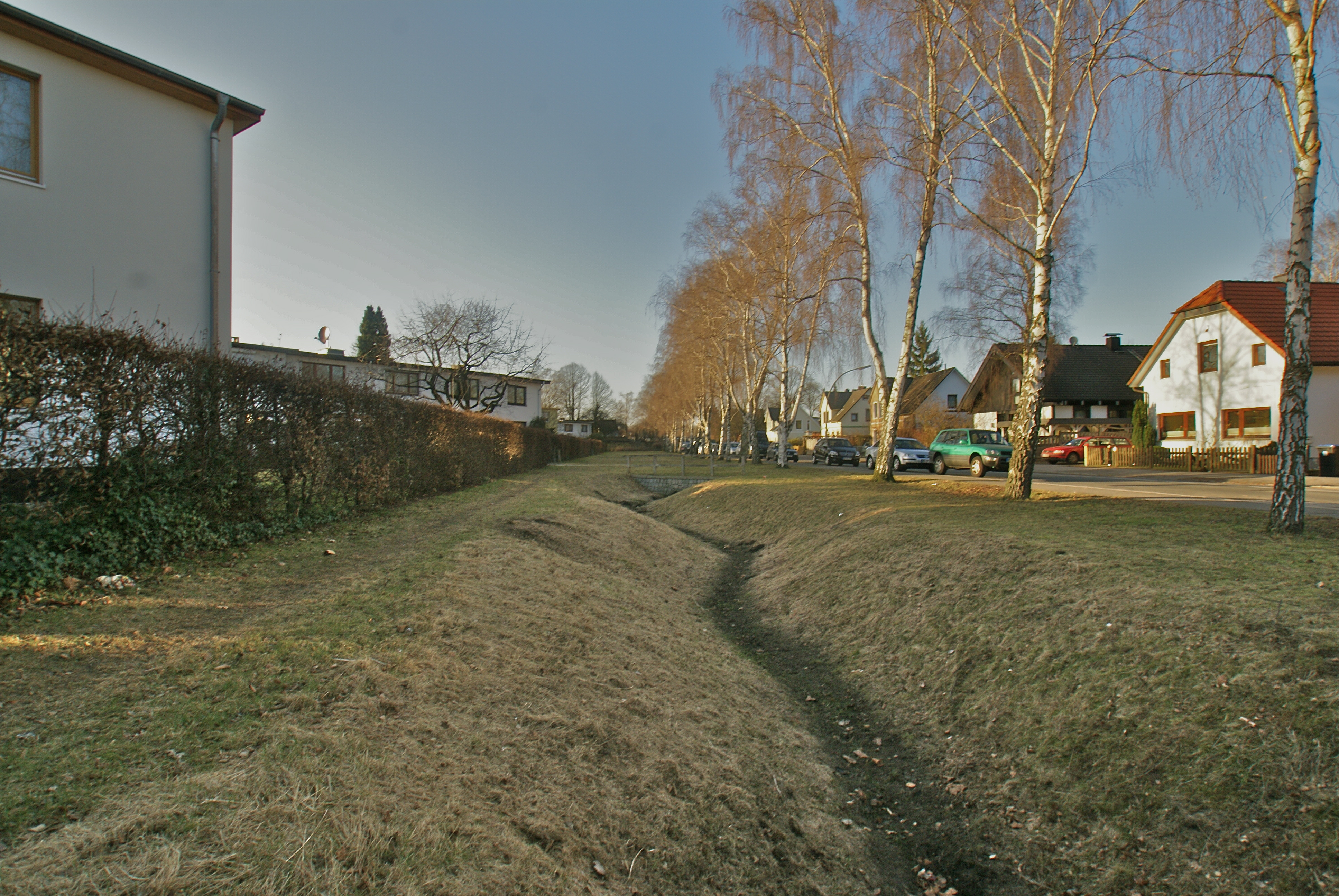
Prop del naixement a l'Auerhahnweg
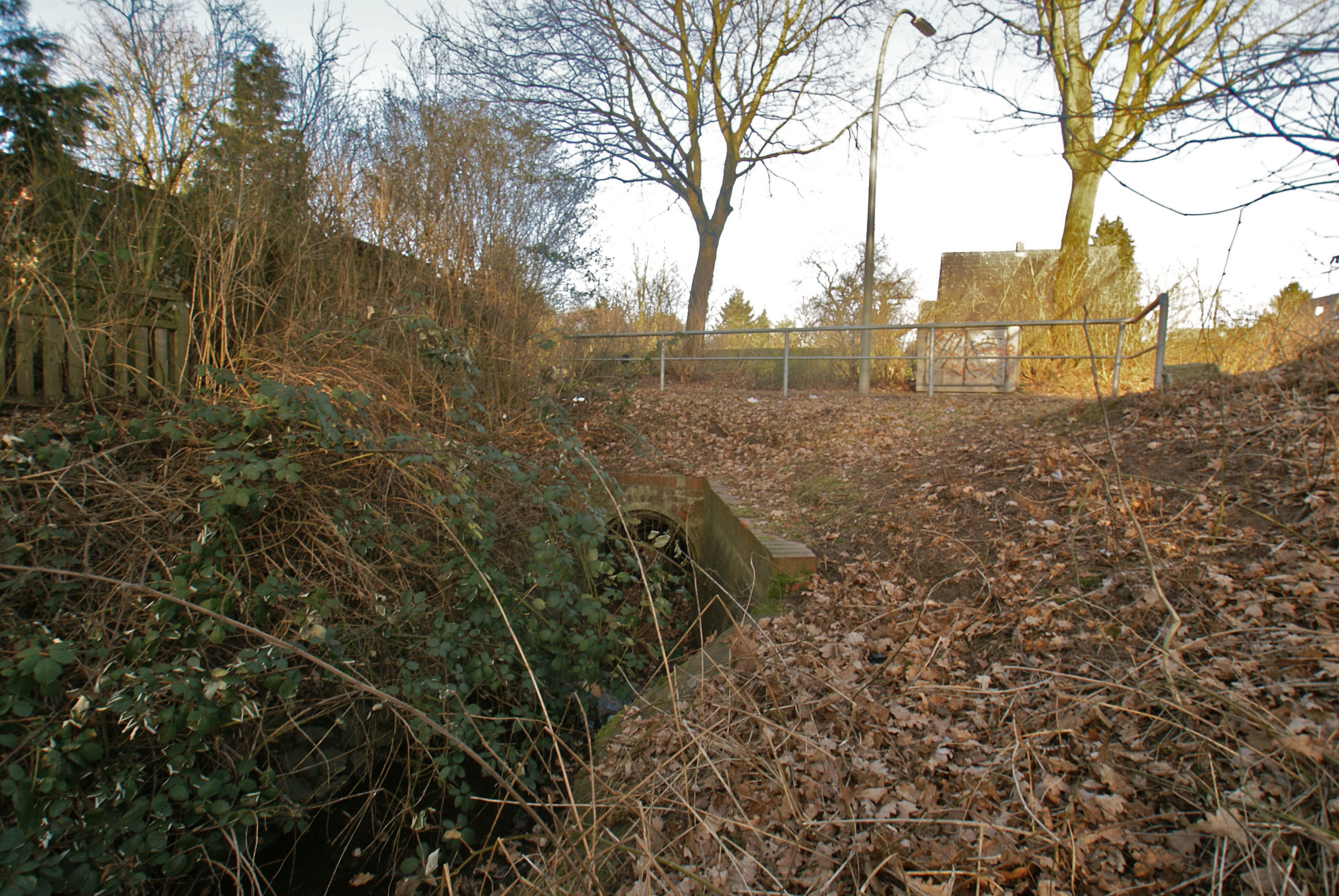
Prop del carrer Ellerneck
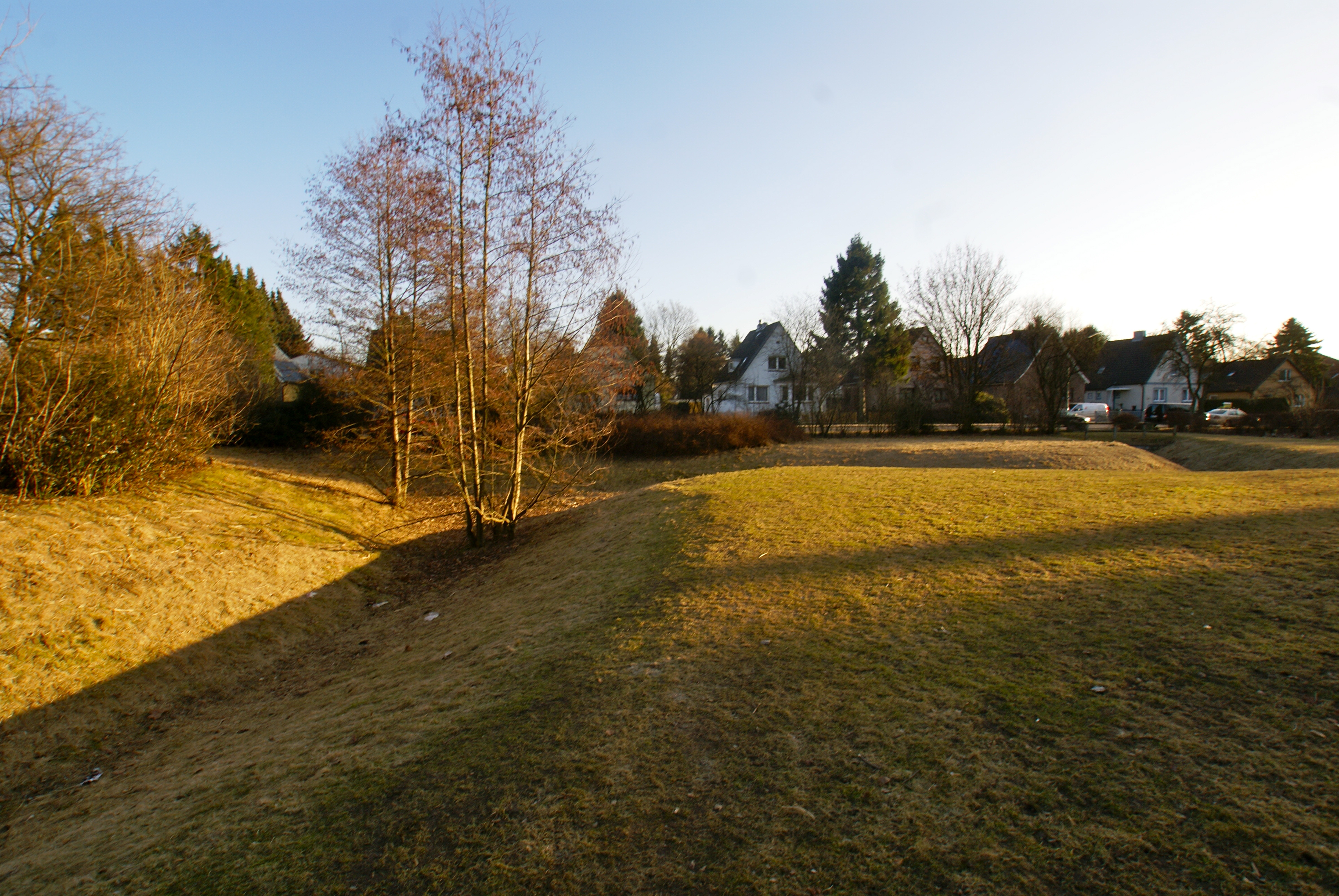
Més avall a Ellerneck
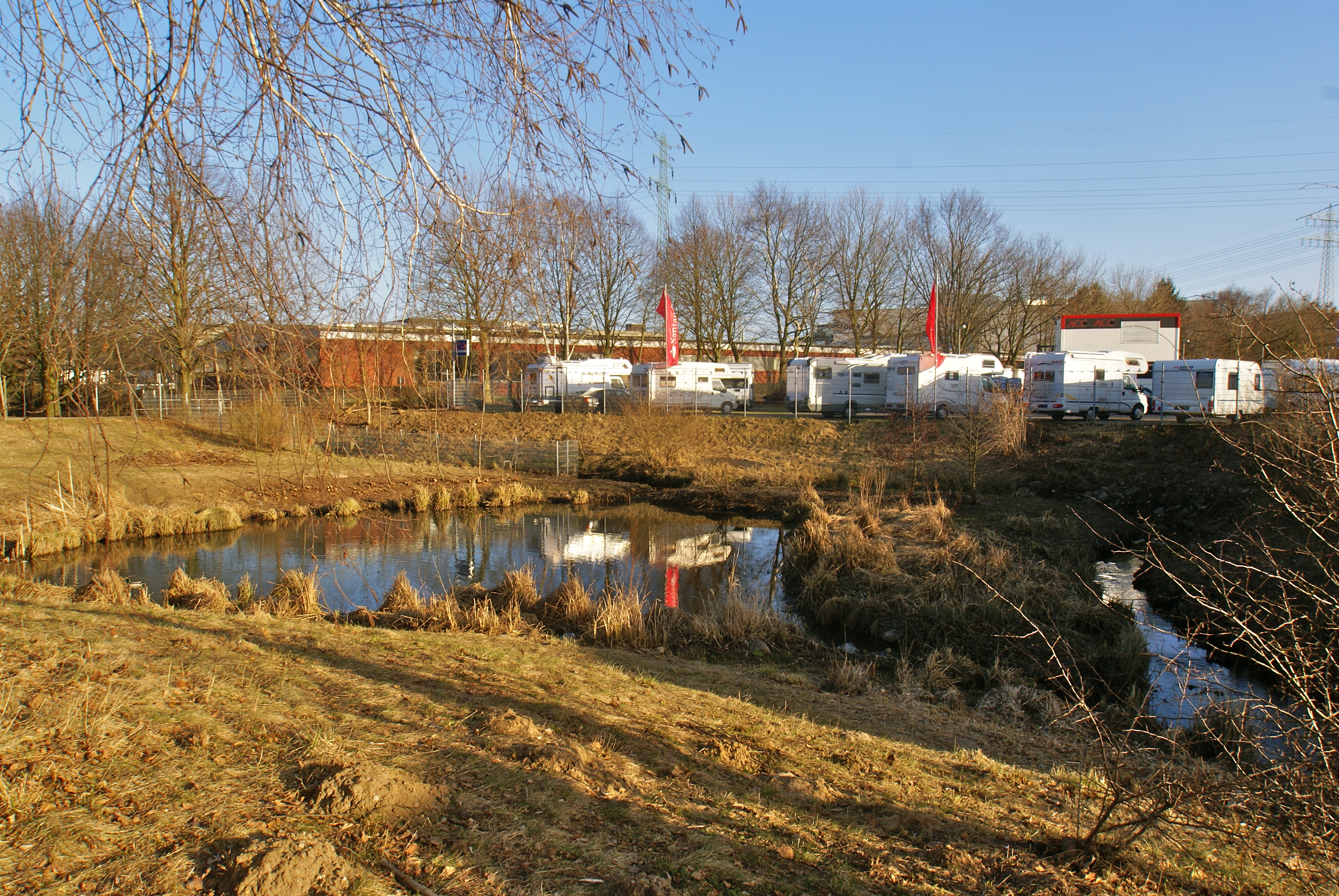
Estany al Rahlau
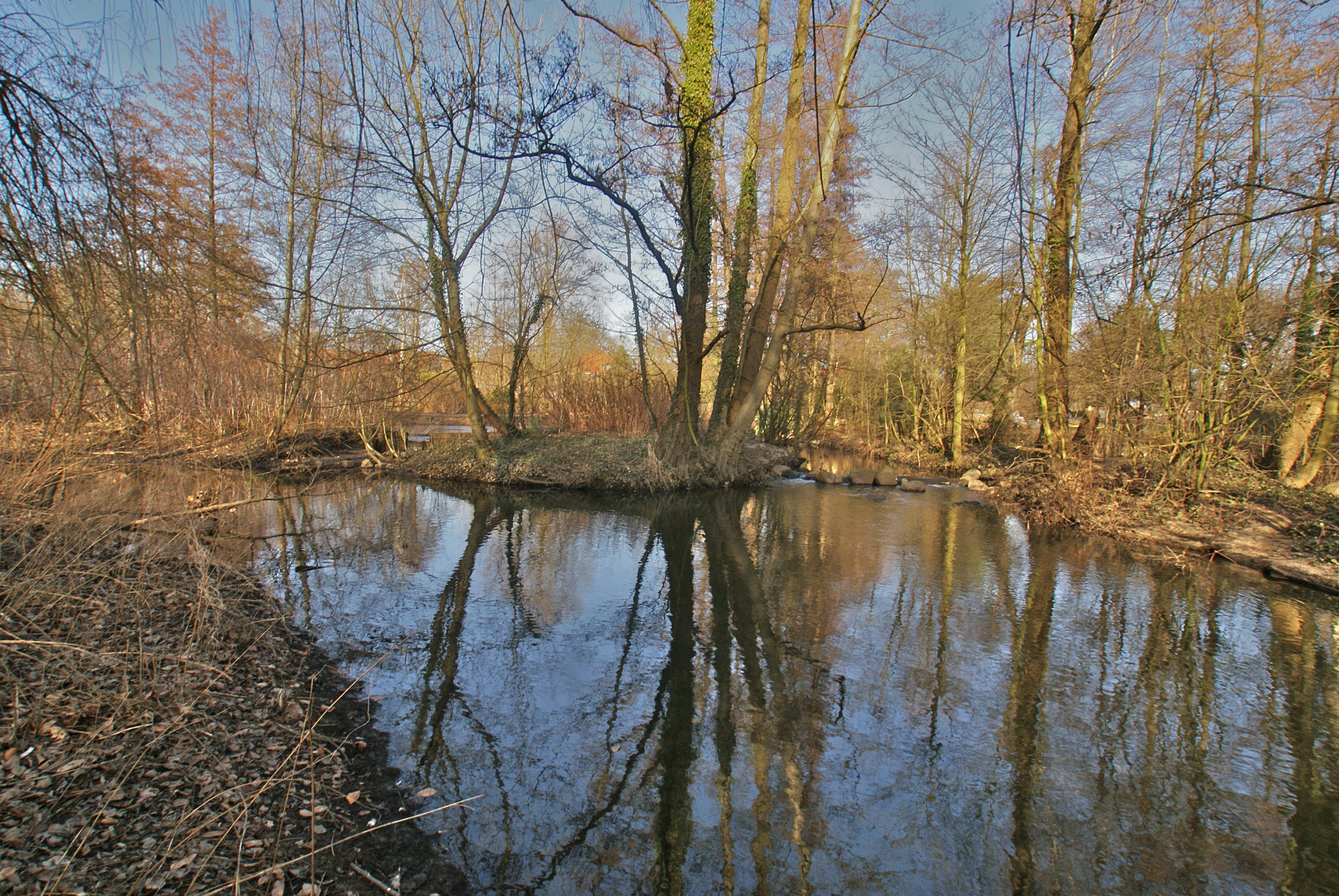
Aiguabarreig del Rahlau i del Wandse
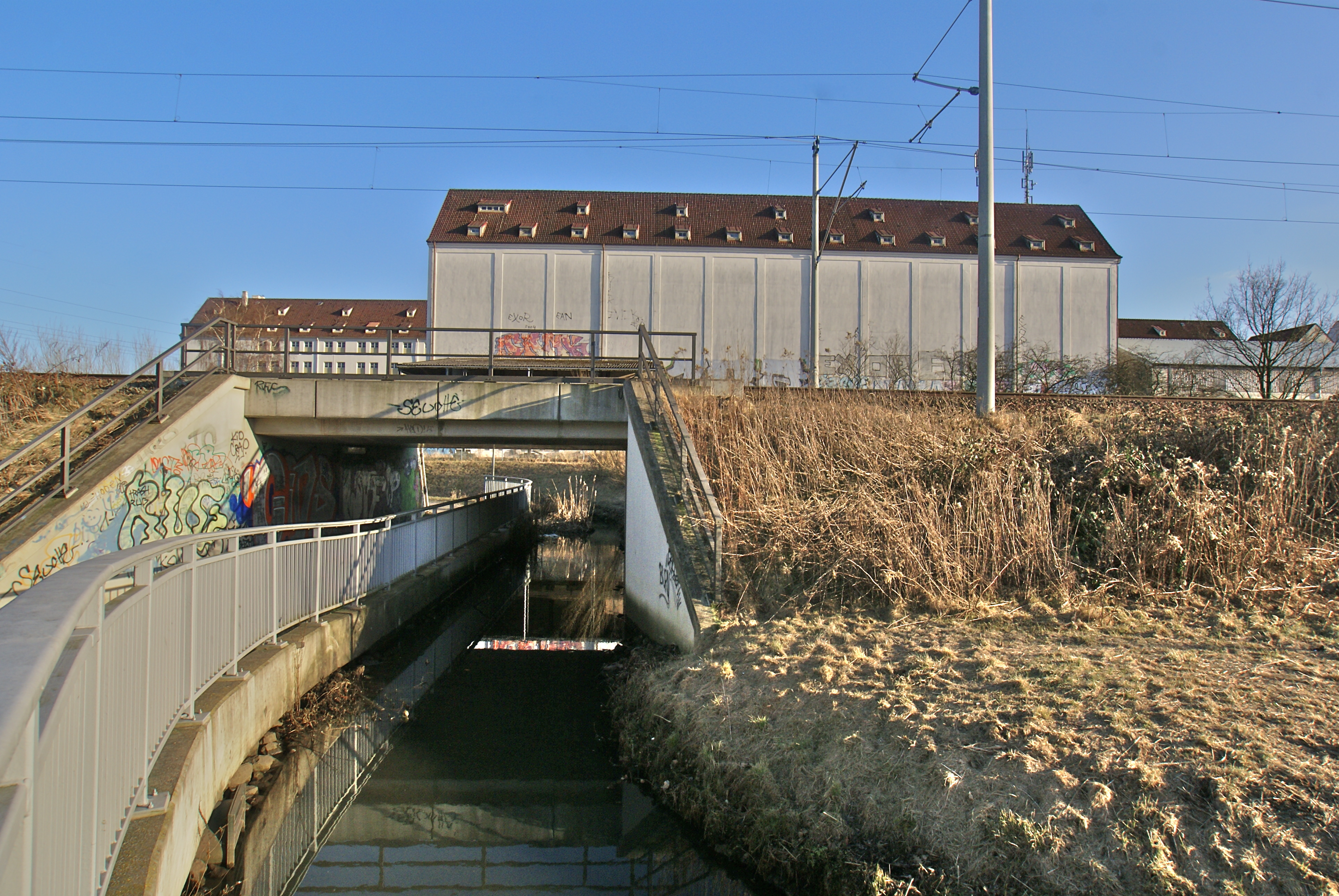
El Rahlau passa sota el ferrocarril R10 Hamburg-Rahlstedt
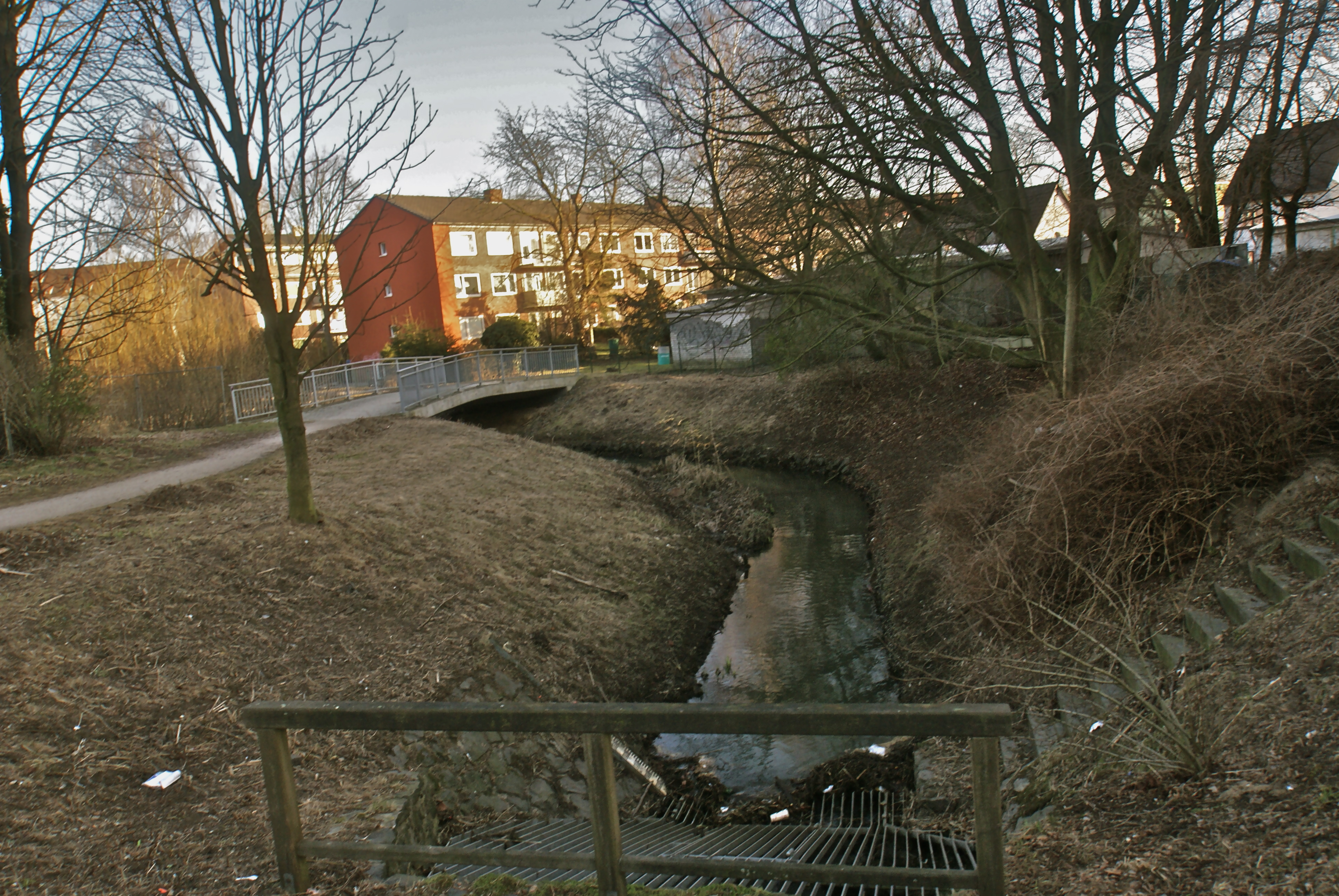
El Rahlau desapareix sota el carrer Ahrensburger Weg
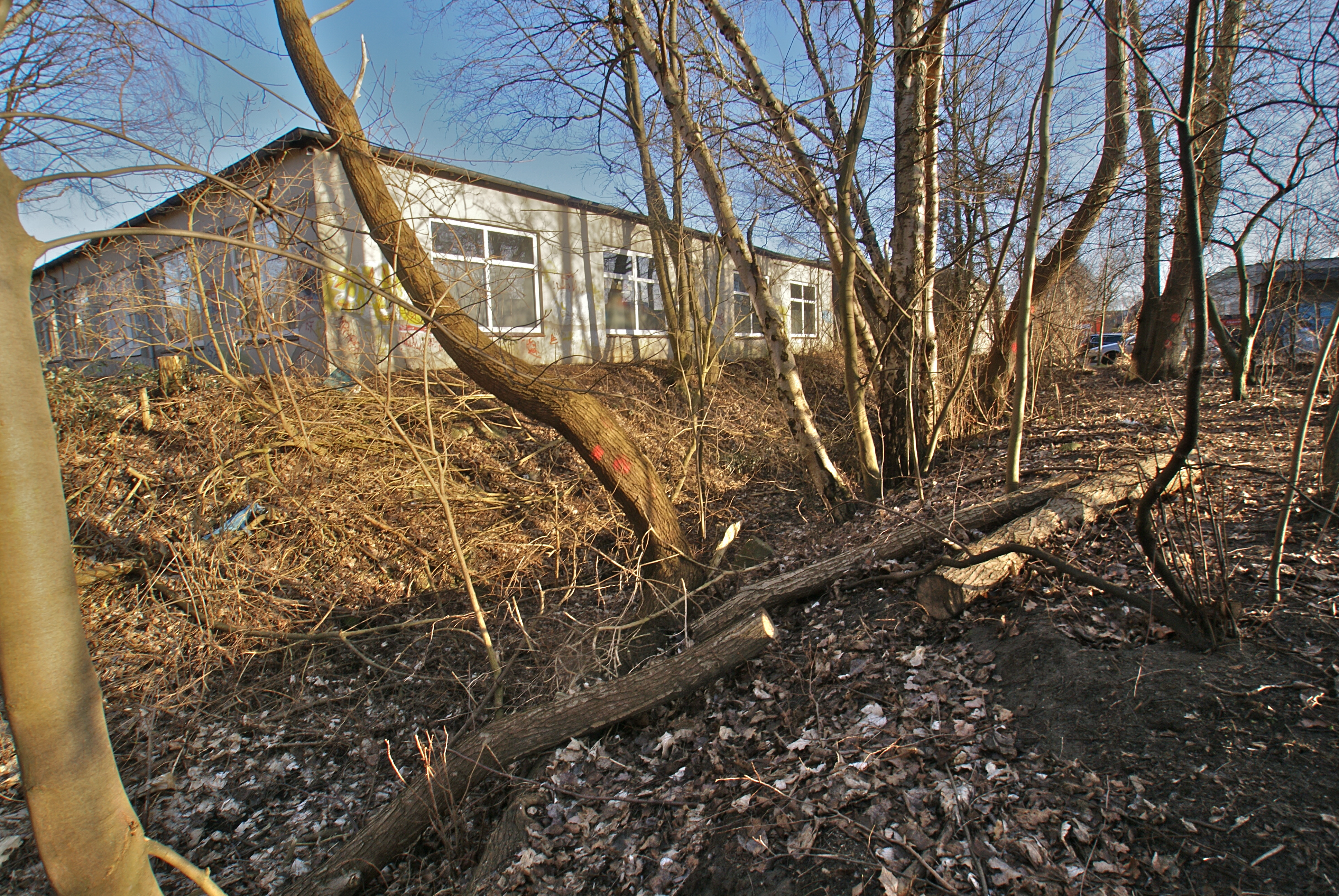
El Rahlau sec a prop de la confluència a la vall del Wandse
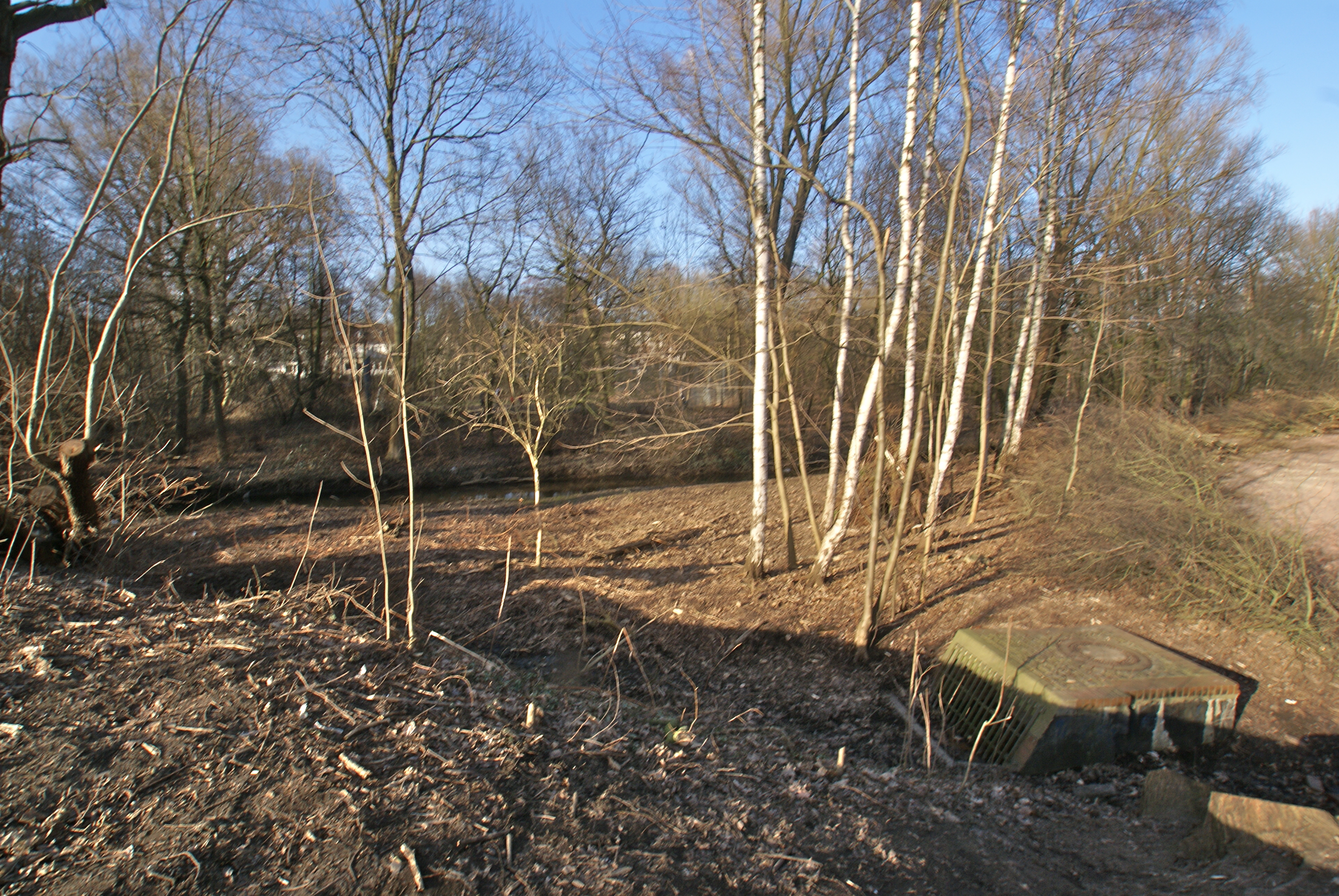
Ibidem